# 新化丘陵
新化丘陵位於臺灣南部的臺南市與高雄市境內，北以曾文溪與嘉義丘陵為界，南端為高雄市岡山區境內的小岡山，東邊為大尖山斷層，西邊為嘉南平原，南北長34公里，東西寬11公里。丘陵平均高度在200公尺以下，但也有大岡山（312公尺）與小岡山（250.9公尺）等較為突出的山。而除上述提到的山之外，在該丘陵區的東緣上尚有三崁山、邦埤山、內庄山、大坑尾山、觀音山、尖山、虎頭山、頂山、草山、南庄山、石頭山、牛息山、內葉嶺、尖峰山、大坪山、虎形山、蟻崗山、草山、龍船窩山、大公山、水昌山、大尖山、大貢尾山、北嶺山、牛母嶺山等山丘。